# Emmanuel Bonafos i Siau
Emmanuel Bonafos i Siau  (Perpinyà, 14 de gener del 1774 - 9 de novembre del 1854) va ser un metge i botànic rossellonès.

## Biografia
Fill  i net  de metges, estudià a la universitat de Montpeller amb el prestigiós Antoine Goan i s'hi doctorà en medicina el 14 de gener del 1793. Després d'un període passat a París, tornà a la capital del Rosselló per, el juny del 1794 (i fins al 1808), ser-hi nomenat professor d'història natural a l'"École centrale" i director del Jardí botànic, on faria anualment un curs públic de botànica. Al mateix any 1794 es feu càrrec també del cabinet d'Història Natural i el reorganitzà completament, dividint-lo en tres seccions: geologia, zoologia i plantes herbàcies. L'any 1795 rebé la plaça de metge adjunt de l'Hospital civil, i hom li confià també la direcció de l'Hospital militar de Perpinyà. Va ser un dels primers metges a fer vacunacions antivariolítiques a Perpinyà, el 1800. El 1818 esdevingué metge dels hospitals civils de la ciutat i fou nomenat president del comitè mèdic municipal el 1843. Identificat amb la causa borbònica, la revolució francesa de 1848 el desposseí de diversos dels seus càrrecs.
Entrà com a membre corresponent a la "Société Royale d'Agriculture" el 1799, era membre titular de la Societat Agrícola, Científica i Literària dels Pirineus Orientals el 1840 i de la "Société Botanique de France" el 1854.
Un fill seu, Emmanuel Bonafos-Lazerme, va ser metge, i un altre, Henri, es dedicà al món del dret.

## Obres
- Bonafos-Siau, Emmanuel. Dissertation medico-chimique sur l'antimoine [tesi doctoral].  Montpellier: J.F.Tournel père & fils, 1792.
- «Sur une affection neveuse aux approches de l'age nubile. Communiquée à la Société de Médecine-practique de Paris, le 3 mars 1815, par Emmanuel Bonafos...membre de cette Société». Journal de médecine, chirurgie, pharmacie, etc., contenant les travaux de la Société Médicale d'Émulation, tome XXXIII, 5-1815, pàg. 122-124.
- Société Royale d'Agriculture, arts et commerces des Pyrénées Orientales: rapport fait par Mr E. Bonafos, D.M. au nom de la commission du champ d'essai.  Perpinyà: P. Tastu, 1821.[Enllaç no actiu]